# Kommunalvalen i Sverige 1994
Kommunalvalen i Sverige 1994 genomfördes söndagen den 18 september 1994. Vid detta val valdes kommunfullmäktige för mandatperioden 1994–1998 i samtliga 286 kommuner. Två nya kommuner bildades genom utbrytningar: Bollebygds kommun ur Borås kommun och Lekebergs kommun ur Örebro kommun.

## Valresultat
| Parti                | Parti                             | Röster            | Röster | Röster | Mandatfördelning | Mandatfördelning |
| Parti                | Parti                             | Antal             | %      | +− %   | Antal            | +−               |
| -------------------- | --------------------------------- | ----------------- | ------ | ------ | ---------------- | ---------------- |
|                      | Socialdemokraterna                | 2 437 398         | 43,4   | +6,8   | 6 141            | +947             |
|                      | Moderata samlingspartiet          | 1 133 318         | 20,2   | -2,0   | 2 378            | -283             |
|                      | Centerpartiet                     | 566 815           | 10,1   | −1,1   | 1 885            | −180             |
|                      | Folkpartiet liberalerna           | 389 549           | 6,9    | −2,7   | 842              | −346             |
|                      | Vänsterpartiet                    | 337 987           | 6,0    | +1,2   | 756              | +182             |
|                      | Miljöpartiet de Gröna             | 298 044           | 5,3    | +1,7   | 616              | +227             |
|                      | Kristdemokratiska Samhällspartiet | 180 264           | 3,2    | -2,6   | 425              | -390             |
|                      | Ny demokrati                      | 62 550            | 1,1    | -2,3   | 53               | -282             |
|                      | Övriga partier                    | 213 739           | 3,8    | —      | 454              | —                |
| Antal giltiga röster | Antal giltiga röster              | 5 619 601         | 100,0  |        | 13 550           | +24              |
| Ogiltiga röster      | Ogiltiga röster                   | 90 971            |        |        |                  |                  |
| Totalt               | Totalt                            | 5 710 572 (84,4%) |        |        |                  |                  |

### Övriga partier
(Som fick mandat i flera kommuner)
- Sjöbopartiet, 17 platser
- KPMLr-Revolutionärerna, 11 platser
- Sverigedemokraterna, 5 platser
- Framstegspartiet, 5 platser
- SPI Välfärden, 4 platser
- Arbetarpartiet kommunisterna, 4 platser
- Pensionärspartiet, 4 platser
- Frihetliga Kommunalfolket, 3 platser
- Socialistiska partiet, 2 platser

### Kartor
| Majoritetsförhållanden i kommunfullmäktige | Majoritetsförhållanden i kommunfullmäktige |
| 1991 | 1994                                       |
| --- | ------------------------------------------ |
| |                                            |
| S+V i absolut majoritet S+V i relativ majoritet M+C+FP+KDS i absolut majoritet M+C+FP+KDS i relativ majoritet Jämnt mellan blocken Tredje parti i relativ majoritet |                                            |